# Deogyang-gu
Deogyang-gu är ett av de tre stadsdistrikten (gu) i staden Goyang i provinsen Gyeonggi i den nordvästra delen av Sydkorea. Distriktet gränsar till distrikten Eunpyeong-gu och Mapo-gu i huvudstaden Seoul.

## Administrativ indelning
Distriktet är indelat i 19 administrativa stadsdelar: 
Changneung-dong,
Daedeok-dong,
Goyang-dong,
Gwansan-dong,
Haengju-dong,
Haengsin 1(il)-dong,
Haengsin 2(i)-dong,
Haengsin 3(sam)-dong,
Heungdo-dong,
Hwajeon-dong,
Hwajeong 1(il)-dong,
Hwajeong 2(i)-dong,
Hyoja-dong,
Jugyo-dong,
Neunggok-dong,
Samsong-dong,
Seongsa 1(il)-dong,
Seongsa 2(i)-dong och
Wonsin-dong.